# Saint Charles Parish
Saint Charles Parish (franska: Paroisse de Paroisse de Saint-Charles) är ett administrativt område, parish, i delstaten Louisiana, USA. År 2010 hade området 52 780 invånare. Den administrativa huvudorten är Hahnville.

## Geografi
Enligt United States Census Bureau har countyt en total area på 1 062 km². 735 av den arean är land och 328 km² är vatten.

### Angränsande områden
- Jefferson Parish - öster
- Lafourche Parish - sydväst
- Saint John the Baptist Parish - nordväst

### Orter
- Ama
- Boutte
- Des Allemands
- Destrehan
- Good Hope
- Hahnville (huvudort)
- Killona
- Luling
- New Sarpy
- Norco
- Ormond
- Paradis
- St. Rose
- Waterford Spur